# Sweatshirt

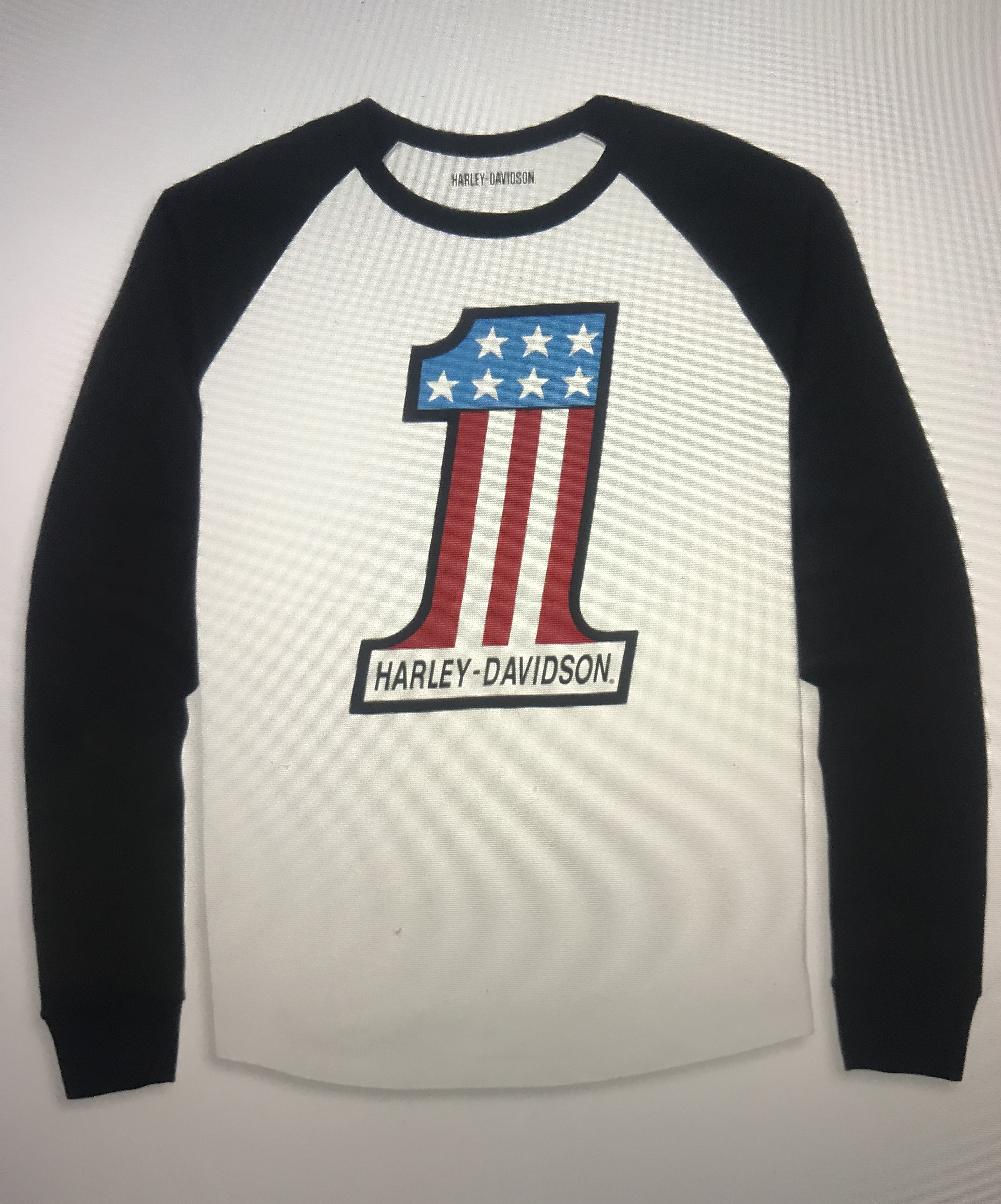
En sweatshirt med Harley-Davidson grafik.

Sweatshirt, även kallad collegetröja, är en långärmad tröja vanligtvis gjord av bomull. En sweatshirt med huva kallas för huvtröja.

## Historia
Sweatshirten skapades i USA 1926 av den amerikanska fotbollsspelaren Benjamin Russell Jr. som ett alternativ till de dräkter av ull som användes inom amerikansk fotboll. Då ull gav upphov till skav och klåda föreslog Benjamin Russell Jr. att man istället skulle använda bomull som var svalare och mer bekvämt. Tillsammans med sin far Russell Sr. skapade de företaget Russell Athletic och inledde storskalig produktion 1930.
På 60-talet började amerikanska universitet trycka sina logotyper på sweatshirts och dess popularitet växte bortom att vara ett plagg enbart för sport. Tillsammans med t-shirten blev sweatshirten ett billigt och effektivt sätt att sprida information i stor skala. Under 70-talet utvecklades användandet av effektfull grafik med populära slagord och symboler tryckta på sweatshirts för att förmedla ett personligt uttryck för formgivare och de som bär plagget.